# 高速カードバトル カードヒーロー
『高速カードバトル カードヒーロー』（こうそくカードバトル カードヒーロー）は、2007年12月20日に任天堂から発売されたニンテンドーDS用ゲームソフトである。ジャンルは、高速カードバトル。
2009年7月29日より、本作の「スピードバトル」に特化したニンテンドーDSiウェア『カードヒーロー スピードバトルカスタム』が配信された。

## 概要
ゲームボーイ・ゲームボーイカラー用のソフト『トレード&バトル カードヒーロー』の続編である。前作からの変更点として、新ルール「スピードバトル」の追加、CPUの思考時間が短縮された、などが挙げられる。
「モンスターカード」や「マジックカード」などのカードを使い、デッキ（組み合わせ）を作り対戦する。

## スピードバトル
今作で新たに導入されたバトル方式。他のバトルと違ってマスターはおらず、相手のモンスターを先に5体倒したほうが勝利というルール。デッキはモンスター10枚にマジック・スーパー4枚で固定。マジック・スーパーの4枚は最初から手札にあり、モンスターカードは最初に3枚引き、以後1体やられる毎に1枚ドローする。設置できるモンスターは前衛・後衛の2体のみで、気合だめ、準備中などの概念は存在しない。

## マスター
マスター
普通のマスター。Jrルールでのみ使用可能。シールド（2P軽減）を持つ。
ホワイトマスター
SrルールとProルールで使用可能。マスターの力と「鉄の盾」「ウェイクアップ」「ヒーリング」の特技を持つ。防御志向のマスター、シナリオを進めることで入手できる。
ブラックマスター
SrルールとProルールで使用可能。マスターの力と「バーサクパワー」「かまいたち」「大地の怒り」の特技を持つ。攻撃志向のマスター、シナリオを進めることで入手できる。
ワンダーマスター
SrルールとProルールで使用可能。マスターの力と「竜の盾」「ローテーション」の特技を持つ。それに加え、「ヒーリング」「ウェイクアップ」「リ・シャッフル」「ドロー5」の4つから自分で選ぶ。前作に比べ、弱体化が図られている。マスターXを倒すことで入手可能。3つ目の技は再びマスターXに勝利することで変更できる。
グレートマスター
SrルールとProルールで使用可能。マスターの力と「呪縛」の特技を持つ。それに加え、「ヒーリング&リターン」「かまいたち&リフレッシュ」「水晶の壁&特技封じ」「二重の盾&誘惑」の4つから自分で選ぶが、一度決めると二度と変更ができない。シナリオを進めることで入手可能。
メイクカード
前作の「メイクストーン」からの変更、Proルールでのみ使用可能。デッキからカードを1枚引くことができるが、HPを1失う。

## カード一覧
※[S]はスーパーカード、[M]はマジックカード

### World of Quest(ワールド・オブ・クエスト)
全32種類。
- 001 スパルタス - 主人公が最初に手に入れるカード。Lv2まで上げても、攻撃力3P、HP3と、生産終了してしまうほど弱いのだが、トレードやブレンドくんでレアカードを入手するのに役に立つ。
- 002 マナトット - スパルタスとほぼ同じ能力だが、HP4とこちらのほうがHPが高い。
- 003 ポップル - HP5とマナトットよりHPが高いが、ほかの能力は同じ。
- 004 タコッケー - Lv2になると、HPが上がる。攻撃力はポップルと同じ。
- 005 ボムゾウ - 「自爆」で攻撃できるが、自分もダメージを受ける。1マス先のモンスターに攻撃する「ストームボム」も使える。Lv2に上がると、HPが下がる。
- 006 ボムキング[S] - ボムゾウから進化する。「大爆発」は6Pだが、HP4なので、反動で倒れてしまう。「ストームボム」の強化版、「トルネードボム」が使える。
- 007 ゲイラ - Lv3まで上がり、HPも6と高い。ストーンを1個消費すると、直線攻撃の「ダークブレス」が使える。最初は攻撃力が低いのが難点。
- 008 エル・ソル - ストーン1個で、貫通攻撃の「スマートビーム」が使える。HPも5と高い。
- 009 神斬丸 - ストーン2個で直線攻撃の「衝撃波」が使える。
- 010 牙王バサラ[S] - 神斬丸から進化する。「牙王斬」は5P。「衝撃波」も使える。
- 011 ポリスピナー - HP3と低いが、1ターン中に2回行動できる。
- 012 T3-00[S] - ポリスピナーから進化する。1ターン中に3回行動できるようになった。
- 013 ラッフィー - 直線攻撃の「ポーンショット」が使える。
- 014 聖獣ラフィオー[S] - ラッフィーから進化する。通常攻撃の「ソニックパンチ」と直線攻撃の「ソニックフレア」が使える。ともに5P。
- 015 ワイルドブル - HP6でレベルは上がらない。ストーン2個で3Pの「パワーホーン」が使えるが、食らった相手は1回だけパワーが１上がる。
- 016 鉄拳シグマ - Lv1では攻撃力は1Pしかないが、Lv3まで上げると5Pまで上がる。
- 017 ビヨンド - 1マス先に攻撃する「エアロシュート」が使える。HPは2と低い。
- 018 ルージュ - 「ラブフラッシュ」で好きなところに攻撃できるが、ストーンを1個消費する。HPは3と低いが、Lvは3まで上がる。
- 019 ヤンバル - HP3。ビヨンドよりHPが高いが、攻撃力は同じ。特技は「ワイルドクロウ」。
- 020 ガンタス - HP4。ヤンバルよりHPが多い。1マス先に攻撃する「バズーカ」は、ストーンを1個消費する。
- 021 メガンタス[S] - ガンタスから進化する。通常攻撃が使えるようになる。「バズーカ」より強力でストーンを使わない「メガバスター」が使える。
- 022 キラービ - 「キラーニードル」で2マス先に3パワーで攻撃する。Lv3までは、後衛にいないと攻撃できない。
- 023 フェニックス - 「フレイムスピア」で縦一直線に貫通攻撃できる。
- 024 ヒーリング[M] - モンスター1体のHPを2回復する。
- 025 鉄の盾[M] - 1ターンの間、モンスター1体の受けるパワーが1減る。
- 026 スパーク[M] - 好きなところに1Pで攻撃する。
- 027 パワーダウン[M] - モンスター1体のパワーを一時的に1下げる。
- 028 レベルチェンジ[M] - モンスター1体のレベルをランダムで1つ変化させる。
- 029 悪魔のダンス[M] - モンスター1体をレベルダウンさせる。
- 030 二重の盾[M] - 1ターンの間、モンスター2体の受けるパワーが1減る。
- 031 ワープ[M] - 相手同士または自分同士のモンスターの場所を入れ替える。
- 032 サンダー[M] - 好きなところに3Pで攻撃するが、消費ストーンは4と多め。入手困難なカードの1つ。

### Monster Squad(モンスター・スクワッド)
全33種類。
- 033 テトカ - モンスターをレベルダウンさせる特技を持つ。レベル2ではどの場所のモンスターでも下げられる。
- 034 ガンガガンガ - テトカから進化する。特殊な能力はないが、HPはなんと8。
- 035 バルバス＆パフ - バルバスが倒れると、パフとして復活する。パフになると、モンスター1体をレベルアップさせ、フィールドを去る「福音の花」が使える。
- 036 フルール[S] - バルバス＆パフから進化する。「夢幻の光」で何度でもレベルアップさせられる。最高レベルのモンスターに使うと、そのモンスターは消えてしまう。
- 037 ドノマンティス - Lv2になると、ストーン1個で4Pの「呪いの刃」が使える。
- 038 ファレイナ[S] - ドノマンティスから進化する。どこにでも攻撃がとどき、与えたダメージ分のHPを吸収する。
- 039 ケントゥリアス - 特技「ジェミニランス」は攻撃力が高いが、空振りすることがある。
- 040 ゴーストシープ - ストーン2個で、モンスター1体のレベルを固定する特技が使える。
- 041 ジャレス - Lv2になると、ストーン2個で貫通攻撃「スルーショット」が使える。
- 042 ジャレット[S] - ジャレスから進化する。ストーンなしで貫通攻撃「シャインアロー」が使える。
- 043 ガンプ - Lv2になると、ストーン3個で使える「ヘブンズドア」でモンスター1体をフィールドから消せる。
- 044 ヒートロン - 回復魔法をかけられると、一時的に攻撃力が上がる。
- 045 アーシュ＆ロロ - 1マス先に飛竜ロロを飛ばして攻撃できる。ただし1回のみ。
- 046 シトラス - HP4でレベルも上がらないが、レベルアップの権利を別のモンスターに譲ることができる。
- 047 真勇者ダイン - HP6と多いうえ、Lv3まで上がる。入手困難なカードの1つ。
- 048 グリフォン - 1マス先に攻撃する「バック・クロウ」を使った後、後衛に移動するモンスター。
- 049 バルキャノン - 「レールキャノン」で2マス先に攻撃する。
- 050 ゼック - ストーン2個で使える3Pの「デスブーメラン」は、桂馬飛びで攻撃する。
- 051 ピグミィ - 1マス先に攻撃するうえ、2回行動できる。Lv2に上がると、2マス先まで攻撃できる。
- 052 クレア - 通常攻撃「ホーリーハンド」は、攻撃した相手に付いている全ての効果を消す。また、特技「ウォッシュ」は好きな1体に付いている全ての効果を消す。
- 053 ラティーヌ - 特技でモンスター1体のHPを回復できる。Lv2になると、マスターも回復できる。
- 054 聖天ソフィアス[S] - クレア、ラティーヌから進化する。「再生」をストーン4個でモンスターを登場時の状態に戻せる。
- 055 ガラスの盾[M] - 1回だけ、モンスター1体の受けるパワーが半減する。消費ストーンは1。
- 056 ブラックレイン[M] - フィールド全体に1Pで攻撃する。
- 057 エスケープ[M] - 自分のモンスターをフィールドから消す。相手の攻撃でレベルアップされそうなときなどに有効。
- 058 特技封じ[M] - 1ターンの間、特技を1つ使えなくする。
- 059 パワー2[M] - モンスター1体の全てのパワーを2にする。
- 060 レベル固定[M] - 1ターンの間、モンスター1体のレベルが変わらなくなる。
- 061 誘惑[M] - 味方モンスター1体と敵モンスター1体を消す。ただし、敵モンスターが消えないことがある。
- 062 水晶の壁[M] - 1ターンの間、全ての攻撃を受けつけない。ただし、未行動のモンスターにしか使えない。
- 063 どこでも[M] - 1回だけ、通常攻撃が全てのモンスターに届くようになるが、マスターを攻撃できなくなる。
- 064 黄昏の風[M] - フィールド上の全員に付いている全ての効果を消す。
- 065 シフトチェンジ[M] - フィールド上のモンスターと手札のモンスターを入れ替える。ただし、入れ替わったモンスターは行動済みとなる。

### Fantasy Lords(ファンタジー・ロード)
全33種類。
- 066 ディン - ストーン1個でモンスター1体に2～5ダメージを与える「爆雷撃」が使えるが、自分も同ダメージを受ける。
- 067 ゾンビ - HPが4と低いが1回だけ復活する。ただしパワーは下がる。
- 068 邪神ヤヌー[S] - ゾンビから進化する。「最期の叫び」で、受けたダメージ分のダメージ攻撃をし、フィールドを去る。HPも6と高め。
- 069 フール - 「挑発」でオトリになれる。HP6と高い。
- 070 ラムダ - ストーン2個で1ダメージの「オメガビーム」が使える。
- 071 アンノウン - どのスーパーカードにも進化できる。
- 072 ブラッド伯爵 - ストーン2個で1ダメージの「吸血」でHPを回復できる。ただし、HPがいっぱいならフィールドから去る。
- 073 アサシン - 特技「一閃」を使った後、フィールドから去る。パワーも高い。
- 074 アドラ - Lv2での特技「ホワイトブレス」は、相手モンスターをダメージを受けるまで行動不能にする。
- 075 戦帝ブリドラ[S] - アドラから進化する。特殊な能力はないが、HP6で、通常攻撃「ドラゴンテイル」は5Pと強い。
- 076 グングニエル - 特技「なぎ払い」で、後衛から前衛に瞬間移動して攻撃できる。
- 077 ゼス - ダメージを受けたターンは攻撃も効果も受けなくなる。HPが4と低いのが弱点。
- 078 オヤコダケ - 特技「爆裂キノコ」で相手のフィールド1ヶ所とその周囲を攻撃するが、どこに飛ぶのか分からない。
- 079 樹聖オリント[S] - オヤコダケから進化する。特技「神秘のキノコ」を使うと、味方フィールド全体を回復するか、相手フィールド全体に2ダメージをあたえるかのどちらかが起こる。
- 080 マッド・ダミー - 特技「マッドホール」は味方モンスター1体を消し、自分のHPを1回復、パワーを1上げる。ダメージを受けると後衛に移動する。
- 081 マンクス - ダメージを受けると、正面のモンスターのHPを1回復する。1マス先に「気功波」で攻撃できる。
- 082 マージス - 特技「真名之書」は相手モンスターのレベル分のダメージを与える。
- 083 フーヨウ - 特技「双華剣 陽」で前衛を攻撃する。敵同士でもムータンがいれば特技がどこにでも届く。
- 084 ムータン - 特技「双華剣 陰」で後衛を攻撃する。敵同士でもフーヨウがいれば特技がどこにでも届く。ちなみにフーヨウが姉、ムータンが妹。
- 085 オーパス - いつでも「ワープ」を使うことができる。
- 086 呪縛[M] - 1ターンの間、モンスター1体は移動と逃げることができなくなる。
- 087 浄化[M] - どちらかのフィールド全体の魔法効果を消す。ただし、シールドとパワー系は消せない。
- 088 鋼の盾[M] - 1ターンの間、モンスター1体の受けるダメージが半減する。
- 089 竜の盾[M] - 1ターンの間、モンスター1体の受けるダメージが1減り、さらに反撃する。
- 090 墓荒らし[M] - 倒されたモンスターが山札の先頭に戻る。スピードバトルではストーンゲージが回復する。
- 091 女神の加護[M] - 1ターンの間、モンスター1体はたまに攻撃を受けつけなくなる。
- 092 マッドファイア[M] 好きなところに2Pで攻撃する。周囲にも攻撃が及ぶことがある。
- 093 ローテーション[M] - フィールド上のモンスターの場所を任意の方向に1つずつ回す。
- 094 バーサクパワー[M] - 一時的にモンスター1体のパワーを1上げる。ただし攻撃後に1ダメージ受ける。
- 095 ダークホール[M] - 今いる場所から動かないと、次のターンで消える効果をモンスター1体に与える。
- 096 パワーアップ[M] - 一時的にモンスター1体のパワーを1上げる。
- 097 挑発[M] - 挑発された者が挑発した相手を攻撃できる状態なら、攻撃以外の行動ができなくなる。（攻撃せずにターンエンドすることはできる）敵同士にかけることもできる。
- 098 デスチェーン[M] - 敵味方モンスター1体ずつにかける。どちらかが攻撃を受けると両方受ける。ただし1回のみ。

### Last Imperial(ラスト・インペリアル)
全32種類。
- 099 ゴーント - HPが1と低いが、倒されると倒した相手にストーン呪いをかける。（行動するのにストーン2個必要）スピードバトルには使用不可。
- 100 カムロ - HPが1と低いが、倒されると倒した相手にダメージ呪いをかける。（行動するとHPが1になる）
- 101 妖姫ヨシノ[S] - カムロから進化する。HPが1から4に上がった。攻撃されると攻撃した相手にダメージ呪いをかける。
- 102 赤竜キバ - 攻撃力が上がらないが、Lv2のときに隣接して攻撃されると反撃する。
- 103 灼牙竜アギト[S] - 赤竜キバから進化する。唯一Lv4まで上がる。Lv3のときに攻撃を受けると反撃、Lv4では8Pの「メキドフレイム」が使える。
- 104 ユニフォーン - 特技で準備中のモンスターを登場させる。Lv2では登場と同時に攻撃する。スピードバトルには使用不可。
- 105 ヤミー - 特技「それちょうだい」でマスターのストーンを2個奪う。スピードバトルには使用不可。
- 106 ピュア - 特技「パワーチャージ」はマスターのパワーを上げてフィールドを去る。スピードバトルには使用不可。
- 107 ラオン - 正面と左上にのみ攻撃できる。左にレオンがいればパワーを合わせた「ドリルブレイク」が使える。
- 108 レオン - 正面と右上にのみ攻撃できる。右にラオンがいればパワーを合わせた「ドリルブレイク」が使える。
- 109 ナッツロックル - HPが6と多く、ダメージを受けると正面のモンスターに攻撃する。
- 110 マーベリック - ストーン3個で1ダメージの「銃弾」が使える。HPは1と低い。
- 111 ダロス - 手札が4枚以下なら、「ドローフォース」でカードを1枚ドローできる。スピードバトルには使用不可。
- 112 ロブーン - HP1で攻撃もできない代わりに「レベルアップ」で相手のストーンを使ってレベルアップでき、間接的に相手のストーンを奪える。Lv3のときに使うとフィールドから去る。スピードバトルには使用不可。
- 113 ロストーン[M] - マスターのストーンを半分に減らす。スピードバトルには使用不可。
- 114 リ・シャッフル[M] - 手札を山札に戻し、シャッフルしてから同じ枚数引き直す。スピードバトルには使用不可。
- 115 ソートカード[M] - 自分または相手の山札の上から5枚を見て、並べ替えができる。スピードバトルには使用不可。
- 116 リフレッシュ[M] - カードを捨て、捨てた枚数分新しくドローする。スピードバトルには使用不可。
- 117 ウェイクアップ[M] - 準備中のモンスター1体を登場させる。スピードバトルには使用不可。
- 118 かまいたち[M] - 相手または味方の前衛を1Pで攻撃する。
- 119 バイストーン[M] - 1ターンの間、モンスター1体の特技の消費ストーンを2倍にする。スピードバトルには使用不可。
- 120 ドロー5[M] - 手札が5枚になるまでカードをドローする。スピードバトルには使用不可。
- 121 プラストーン[M] - マスターのストーンを1～3個増やす。ストーンを1消費するため、ストーンが差し引き0で増えないこともある。スピードバトルには使用不可。
- 122 リターン[M] - 準備中のモンスター1体を山札の最後に戻す。スピードバトルには使用不可。
- 123 カードサーチ[M] - 前衛、後衛、魔法、スーパーを指定し、1枚手札に加える。スピードバトルには使用不可。
- 124 エクスチェンジ[M] - マスターの特技を相手マスターの特技と入れ換える。スピードバトルには使用不可。
- 125 かげ呪い[M] - フィールドから去るとき、マスターが1ダメージ受ける呪いをモンスターにかける。スピードバトルには使用不可。
- 126 大地の怒り[M] - フィールド全体を3Pで攻撃する。スピードバトルには使用不可。消費ストーンは6とかなり多い。
- 127 癒しの光[M] - マスターまたはモンスターのHPを1回復する。
- 128 スケープゴート[M] - 1ターンの間、マスターの代わりにその味方モンスターが攻撃を受ける。相手の後衛モンスターに使う手もある。スピードバトルには使用不可。
- 129 ソウルチャージ[M] - モンスター1体に気合いだめをさせる。スピードバトルには使用不可。
- 130 再生[M] - モンスター1体を登場時の状態に戻す。消費ストーンは5と多め。

### Limited Edition(リミテッド・エディション)
これらのカードはマルヒゲ屋のブーストパックでは引き当てることのできないカード。『スパルタス覚醒』はマルヒゲ屋のシングルカードで購入。それ以外のカードは特定のカードの使い込み度をMAXにすることで送られるメールに添付され、それ以降は、マルヒゲ屋のブレンドくんでカードを作れるようになる。全20種類。
- 131 パパトット[S] - マナトットから進化する。「マナ変化」でモンスター1体をマナトットに変えるが、HPは変わらない。
- 132 オクトロス - ターン開始時にパワーが1上がるか、1下がる。
- 133 デスシープ - 正面のモンスターの特技を使えなくする能力を持つ。HPも高い。
- 134 ファントム - 「ソウルスイッチ」で手札のモンスターと同じレベルで入れ替わることができる。スピードバトルには使用不可。
- 135 ノワール - Lv3まで上がり、「ラブフレア」で好きなところに攻撃できる。ルージュと違い、ストーンを消費しなくなった。
- 136 ビョーグル[S] - ビヨンドから進化する。「エアロターン」は攻撃後、相手フィールド上のモンスターの場所を時計回りに1つずつ回す。
- 137 ギガンタス[S] - ガンタスから進化する。メガンタスとは対照的で接戦向きのモンスター。
- 138 ドンガドンガ[S] - テトカから進化する。「レベルムーブ」でモンスター1体をレベルダウンさせ、別のモンスターをレベルアップさせることができる。
- 139 メサイア[S] - ドノマンティスから進化する。ファレイナのようなHP吸収はできない代わりに、マスターかモンスターのHPを2回復させる「癒しの羽」が使える。
- 140 氷帝コルドラ[S] - アドラから進化する。アドラの時の「ホワイトブレス」がマスターを含めたどこにでも届く「コールドブレス」にパワーアップした。
- 141 ラガポップル[S] - ポップルから進化する。「ジャックポット」でマスターのストーンを4個増やせる。スピードバトルには使用不可。
- 142 アラポップル[S] - ポップルから進化する。ダメージを受けるとストーンを2個増やす能力を持つ。スピードバトルには使用不可。
- 143 エルスピナー[S] - ポリスピナーから進化する。2回行動でき、通常攻撃「ヒートブレード」は5P。
- 144 ホロウダイン - Lv3まで上がり、攻撃力も高いが、ストーン呪いにかかった状態で登場する。スピードバトルには使用不可。
- 145 ヴァルテル - HP1だが、「魔の銃弾」で好きなところに1ダメージを与える。マーベリックの「銃弾」より消費ストーンが少ない。
- 146 シャムーラ - いつでも「ワープ」が使える。オーパスの「ワープ」より消費ストーンが少ない。
- 147 モーガン - 「アークドライブ」で好きなところに攻撃できる。
- 148 幻影の鏡[M] - 1ターンの間、自分のモンスター1体に相手のモンスター1体の姿と能力を持たせる。ただし、HPは変わらない。相手のモンスターを変化させることもできる。
- 149 福音の鐘[M] - モンスター1体をレベルアップさせる。
- 150 スパルタス覚醒[M] - スパルタスにのみ使用可能。常時スパルタスのパワーが2上がる。特定の条件でしか入手できない。

### スピードバトルカスタム限定
以下のカードは、スピードバトルカスタムで追加されたカードである。
- 竜戦士カイザー - HPが高く、ショートテイルは前方の敵を2パワーで、「ロングテイル」は2マス先に攻撃。パワーは1だが、レベル2で3パワーに上がる。
- ハリマル - ダメージを受けると自分に龍の盾を張る。
- シャドウゲイラ - 最大レベルは3で、レベルが上がってもパワーは上がらないが、現在のレベルと同じ回数行動できる。
- パワーイーター[M] - モンスター1体のパワーを1下げ、別のモンスターもパワーを1上げる。
- ヒットアウェイ[M] - 特技を使ったモンスターはフィールドから消える。

## 登場人物
ほとんどは新キャラだが、前作から引き続き登場する者や、前作のキャラによく似た別人もいる。

### ストーリーモード
サトル（名前変更可能）
本名 東山 悟。主人公。公立門広中学校に通う中学二年生。幼馴染のハルカに誘われ、カードヒーローを始める。
ハルカ（ブラック）
本名 尾之上 遥。主人公の幼馴染。ミーハーな性格で、テレビに出たいがために主人公とカードヒーロー部を設立しようとする。アンデッド系のモンスターを愛用。
キリヲ（ブラック/ワンダー）
本名 那須加 キリヲ。何でもこなせる天才中学生。カードヒーローでも大人顔負けの実力を誇る。国内で最初に学校にカードヒーロー部を設立。それがテレビ番組で特集され、カードヒーローブームの火付け役になる。「真勇者ダイン」や「神斬丸」、「サンダー」を好んで使い、デッキ名にもしてしまうほど。
一条先輩（ワンダー）
本名 一条 明宏。主人公達の先輩。7年前からカードヒーローをやっており、サトルたちにカードヒーローのルールをレクチャーする。二人の兄がおり、サトルたちに渡したプレイターミナルとエルバイザーは元々兄のものである。
マコト（ホワイト/ワンダー/グレート）
本名 小山内 真。内気な下級生。カードを集めているが、バトルはしたことがない。モンスター「エル・ソル」のデザインを特に気に入っており、バトルにおいても「エル・ソル」を愛用する。
トキタ（ブラック/グレート）
本名 時田 俊介。主人公の同級生。仕切りたがりで自信家。肩書きにこだわる性格。自分をカードヒーロー部の部長にするよう言ってくる。「ボムゾウ」の使い手。
店長
本名 丸見 豊。町のおもちゃ屋の店長。あまり商売っ気はなく、サービスでレアカードを渡してしまうことも。前作の店長とは別人。
先生
本名 油留木 泰三。主人公のクラスの担任で、カードヒーロー部の顧問。いつも汗をかいている。生徒からのあだ名は「ユルユル」。主人公たちの影響でカードヒーローを始め、センターモールやクラマクラブで開かれるトーナメントにも顔を出す。
教頭
本名 槍杉 早苗。主人公たちが通う中学校の教頭先生。冷酷な鬼教師として生徒からも先生からも恐れられている。クラマとは古い友人。カードヒーローが好きでセンターモールにも顔を出している。お世辞にも変装は得意とはいえない。「エル・ソル」や「フェニックス」を使った全体攻撃が得意。
クラマ（ワンダー）
本名 鞍馬 昌之輔。カードヒーロー同好会「クラマクラブ」主催者。カードヒーローの達人でもあり、クラマクラブで開かれるトーナメントに、自身が参加することもある。
コマイ
本名 木舞 克章。クラマクラブで三番目に強いバトラー。カードヒーローでも野球でも常にスランプな大学生。「ポリスピナー」の使い手。7年前からカードヒーローを続けており、かつては「ポリスピナーのコマイ」として少し有名だった。
イカ男
クラマクラブで二番目に強いバトラー。「ゲイラ」をこよなく愛する男。常に自分の息子を背中に背負っている。セリフに「イカ」を挟んで会話をする。
カスカベ
カードヒーロー全国大会第一回戦での主人公の対戦相手。全員が不気味なオカルトじみた服装と覆面で統一した、私立ロイヤルパウチ学園「稚緯夢CH」の五人目を務める。「ふぉっふぉっふぉ」が口癖。クラマクラブで開かれるトーナメントにも出場する。「テトカ」と「ガンガガンガ」を愛用している。
カズマ
本名 周防 一馬。カードヒーロー全国大会準決勝での主人公の対戦相手。筋肉質で大柄。ハルカに一目惚れし、強引なアプローチを繰り返す。クラマクラブで開かれるトーナメントにも出場する。「スパルタス」や「鉄拳シグマ」といった肉体派カードを使う。
「スピードバトルカスタム」ではセンターモールにも登場。
お母さん
主人公の母親。息子思いの優しい性格。シナリオクリア後、テレビの影響でカードヒーローを始め、クラマクラブで開かれるトーナメントにも出場する。「ラオン」「レオン」を愛用する。
ウサミ ミヨ（ホワイト）
本名 宇佐美 ミヨ。センターモールの受付のお姉さん。名前の通り、ウサギの耳に似た帽子が特徴。たまにクラマクラブで開かれるトーナメントにも内緒で出場する。他の特定のモンスターとコンビになる事で力を発揮するモンスターを多くデッキに入れている。
マスターX（ワンダー）
昔、大きな功績を残したという伝説のマスター。ワンダーマスターのコスチュームをまとっており、その素顔を知ることはできない。ワンダーマスターをかけて、主人公と戦う。また、「いにしえの」トーナメントにおいて、旧作デッキを使用する。キャラを大切にし、普段は話さないことにしている。ウサミ ミヨ曰く「中の人などいない。」

### センターモール・トーナメントのみ

#### スピードバトル
キヨミ
本名 田村 キヨミ。色黒の女子高生。主人公を「○○っち」（○○には主人公の名前が入る）と呼ぶ。何も考えていないような言動が目立ち、しばしば主人公を呆れさせている。中学生の弟がいる。マジックカード「エスケープ」を愛用する。
タワラダ
本名 俵田 陸郎。声の大きい柔道家。いつも柔道着だが、ファッションには気を使っており様々な色の帯を持っている。「キラービ」を愛する。
ティモーシー
エジプト人にあこがれている日本人。神秘系カードを使う。
トモヤ
本名 沖 智也。機械いじりが好きで、電化製品の修理をしてくれるが、腕はいまいち。機械系モンスターの使い手。
まりこ
本名 戸辺 真理子。相変わらず不思議系な詩人。気持ちの悪いポエムを口にする。マジックカード「ガラスの盾」を愛用する。
「スピードバトルカスタム」では双子の姉のゆりこが代わりに登場し、姉同様気持ちの悪いポエムを口にする。
ユウキ
本名 洲山 裕樹。センターモールの最年少バトラーだがしっかりもので礼儀正しい。「ワイルドブル」が切り札。

#### ジュニアクラス
エリカ
本名 西園寺 エリカ。キリヲのことが好きなお嬢様で、カードヒーローも、キリヲに少しでも近づくため、学校にカードヒーロー部を作らせるために始めた。常に強気かつ冷静だが、キリヲのことになると、思わず声を荒らげてしまうことも。前作のエリカとは別人。同じカードを二枚以上入れない、俗に言うハイランダーデッキを組む。
カルロ
本名 カルロ バンデラス。ダンサー。常にダンスのことを忘れないオネエ口調のダンシングバトラー。マジックカード「誘惑」を愛用する。
かんすけ
本名 山口 勘助。動物愛護団体の会長。「かわいいですネ〜」が口癖。常に黒猫のなっちゃんを腕に抱いているが、決して懐いているとは言いがたい。動物系モンスターを中心にデッキを組んでいる。本性は腹黒くて大人気ない。
ジョッキー
通称 ジョッキー長沢。幾千のレースを戦い抜いてきた現役ジョッキー。自称天才ジョッキーだが、今一つレースに勝てないでいる。馬や牛をモチーフにしたモンスターを中心にデッキを組んでいる。
スギヤマ
本名 杉山 政美。「サンダー」の使い手。コマイとはいいライバルで、スランプ気味のコマイをいつも気にかけている。7年前からカードヒーローを続けている。
ピエロ
サーカス団所属のピエロ。見た目とは異なり会話は意外とまとも。普段はアルバイトをしてすごしている。一風変わったモンスターを中心にデッキを組んでいる。彼曰く、サーカスの目玉は「竹渡り」や「動物ショー」らしい。
モーリー
通称 モーリー沢田。元はサラリーマンだったが、働くだけの自分の人生に疑問を抱き退職。レゲエのファッションをしながら自分探しの旅を続けている。
やすし
本名 河口 靖。放浪のトレジャーハンター。常に徒歩でお宝を捜し歩いている。博多弁らしき方言で話し、常に語尾に「とです」を付ける。「マッド・ダミー」を愛用する。

#### シニアクラス
あゆみ（ブラック）
本名 是枝 あゆみ。A型。中学生ながら本格的なブラックマスター使い。明るい性格だが、主人公は彼女に対しては常にやりにくそうにしている。自分からフィールドから消滅するモンスターを中心にデッキを組んでいる。
うずまさ（ホワイト）
本名 太秦 右京。時代劇風のコスチュームをしたテンションの高いバトラーだが、何の仕事をしているのかは一切不明。デッキのモンスターは全て剣や刀を持ったモンスターで統一されている。前作のうずまさとは別人で、前うずまさの後輩である可能性が高い。
キサラギ（ホワイト）
本名 如月 聖。エリカのクラスメイト。頭が良すぎることや、自分が完璧すぎることが悩みと公言するほどのナルシストで、しばしば主人公を閉口させている。
コトブキ（ホワイト）
本名 福禄 寿。自称仙人。年齢推定120歳。頭に草花が生えている。寝泊りはコミックカフェやカプセルホテルでする。主に植物系モンスターと自然災害系マジックカードで構成された自然系デッキの使い手。
ナリミヤ（ブラック）
本名 成宮 金子。主人公を他の人と勘違いするお金持ちのおばさん。がめつい性格で、試合後にもちかけてくるトレードでも、レアカードを要求する。デッキでは、相手のストーンを奪う「ヤミー」や「ロブーン」を使ってくる。
ハヤミ（ブラック）
本名 速見 駿。レーサー。常にヘルメットを被っており、ハンドルを手放さない。非常に早口で会話し、なかなか聞き取れない。デッキには後衛モンスターを一切入れていない。
パン太くん（ホワイト）
カードゲームが出来る賢いパンダ。他人と心を通じて意思疎通が出来る。気ぐるみのような外見でまれにしゃべるような演出があるが彼はあくまでパンダ。
ふさこ（ホワイト）
本名 保科 房子。アイドルに憧れている女の子。牧場で働いている。キサラギやキリヲにベタ惚れする恋多き少女。主人公をキリヲの次にカッコイイ呼ばわりする。主人公いわくハルカとよく似ているらしい。
モンドリ（ブラック）
本名 水取 討太。常に怪我をしており、とても悲観的。しかもその怪我はすべて疲労によるもの。デッキのモンスターは全てHPが低めのモンスターで統一されている。
ワリオロス（ブラック）
悪役覆面プロレスラー。名前のように黄と紫のコスチュームを着用している。だがとても気が小さく、いつも先輩を怒らせており、先輩の怒りが冷めるまでの時間をセンターモールで潰している。しかしひとたびリングに上がると人格が豹変する。バトルでは攻撃魔法を多用する。

#### プロクラス
N2007（ブラック）
2007年製のハイテクロボ。サウナや100円ショップに通ったり、会話の途中で頭をかゆがったりと、やけに人間臭い点が多い。デッキはメカ系カードを中心に構成しており、生き物のカードが一枚もないのが特徴。「スピードバトルカスタム」に出てくるデッキロボの兄の可能性があり。兄が乾電池10個で動くのに対して、デッキロボはボタン電池2個で動く。
ウサミ ミサ（ホワイト）
本名 宇佐美 ミサ。受付のお姉さん｢ウサミ ミヨ｣の双子の妹で、センターモールのテレフォンオペレーター。他の特定のモンスターとコンビになることで力を発揮するモンスターを多くデッキに入れている。ミヨと見た目はほとんど同じだが、2人を見分ける方法は存在する。
タクミ（ブラック）
本名 匠 研一。前作からは想像もつかないほどの凄まじいキャラになった人。三次元が嫌いという筋金入りのオタクである。美少女系カードコレクターで、デッキのモンスターも全て美少女系モンスターで統一されている。
ボボコフ（ホワイト）
本名 ボボコフ・バトルスキー。約7年前に留学生として日本にやってきたロシア人で、古参バトラーの一人。祖国の文化を愛し、日本の文化も愛している。前作と比較すると日本語が劇的に上達しているが、まだ言葉使いが少々変なところがある。今でも「アンノウン」（前作の「なぞえもん」に相当するカード）を愛用している。厚着をしているのが特徴。
ヒイラちゃん（ホワイト）
ゴスロリ風ファッションに身を包み、ハートマーク付きの眼帯をした謎多き女性。まじないに詳しい。顔色が異常に悪い。どんなピンチに陥っても表情を変えることがない。
ビリー（ホワイト）
通称 ビリー山田。 さすらいのシンガーソングライター。常にギターを背負っているが、別に歌うときに弾くわけではない。
ランコ（ブラック）
本名 犬飼 蘭子。 大人の魅力あふれた女性。ランダム要素のあるカードを多用して相手を翻弄する、ギャンブルデッキの使い手。

### トーナメントのみ
かすみ
本名 梅里 香澄。大きなメガネをかけた女子中学生。無口で物静かだが、バトルには強気で挑む。
「スピードバトルカスタム」ではセンターモールにも登場。
リナ（グレート）
本名 時田 理名。トキタの妹。パンダの髪飾りをした少女。見かけによらず、グレートマスターを操る実力派。
「スピードバトルカスタム」ではセンターモールにも登場。
いにしえのデッキ
昔の対戦施設、バトルセンターで使われていたデッキ達。デッキには使っていたバトラー達の一言が添えられている。センターモールの奥深くで眠っているがマスターXが封印をとき、一部の勝ち抜き戦で使用する。基本的には前作に忠実なデッキ構成だが、一部にアレンジが加えられているデッキも存在する。

## カードヒーロー スピードバトルカスタム
『カードヒーロー スピードバトルカスタム』は、2009年7月29日よりダウンロード販売開始されたニンテンドーDSiウェア。要800ポイント。
『高速カードバトル カードヒーロー』の「スピードバトル」を抽出し、システムの改良や新カードの追加がされている。

## 漫画
横井三歩による漫画作品。『ファミ通DS+Wii』で11年5月号まで連載していた。全39話。ストーリー、キャラクターはゲーム版とは関係無く、本作オリジナル。

### 登場人物
イブキ
主人公。切り札はラッフィー。
ノムさん
マロ
ゴロ月
ガキ大将。
しょこぴょん
エミール
リディア
シルバ・アショーク
世界大会インド代表。非常に高い知能を持つ。
ロボーン
シルバが造ったロボ。関西弁を話す。燃料はカレー。
ジュドー
ユリイカ族。角を封じられると弱体化してしまう。
スーパールタ
ウライブキ
ダークロンド
コンピュータウイルス。人間の絶望エネルギーを吸収して強くなる。イブキの戦略に合わせてデッキを替え、連勝するが、シルバの開発した改良型ワクチンを打ち込まれ、イブキに敗北して消滅した。